# Reinhold Sadler

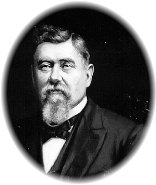
Reinhold Sadler

Reinhold Sadler, född 10 januari 1848 i Czarnikau, provinsen Posen, Preussen, död 30 januari 1906 i Eureka, Nevada, var en amerikansk politiker. Han var den nionde guvernören i delstaten Nevada 1896-1903.
Sadler tillträdde 1895 som viceguvernör i Nevada. Han representerade Silver Party som förespråkade bimetallism. Han tillträdde 1896 som guvernör efter att John E. Jones avled i ämbetet.